# Albanosmilus
Albanosmilus es un género extinto de mamífero carnívoro de la familia Barbourofelidae. Vivió durante el Mioceno medio y tardío en Asia, Europa y posiblemente Norteamérica. En la Depresión del Vallés-Panadés en Cataluña se conocen alrededor de 60 fósiles, datando los más antiguos de hace unos 12 millones de años y los más recientes de hace 9,5 millones de años. La morfología similar a la de A. whitfordi respecto a algunos barbourofélidos americanos como Barbourofelis muestran que estos probablemente desciendan de Albanosmilus. Tenía unos grandes caninos en forma de sable que recuerdan a los de los félidos macairodontinos que usarían saltando al cuello de sus víctimas.